# Imane Elyakoubi
Imane Elyakoubi (en arabe : ايمان اليعقوبي) est une femme politique marocaine. 
Elle a été élue députée dans la liste nationale, lors des élections législatives marocaines de 2016 avec le Parti de la justice et du développement. Elle fait partie du groupe parlementaire du même parti, et elle est membre de la Commission des finances et du développement économique.